# Mülheim Asozial
Mülheim Asozial war eine Punk-Band aus Köln-Mülheim.

## Geschichte
Die Band wurde 2009 gegründet.
Zu ihren größten Erfolgen zählen Bier gegen Bullen und Deutschland sowie Yuppieschweine, beide von dem Album Familie Und Beruf aus dem Jahr 2013. Parodistisch geben sie auf diesem Album Einblicke in das Leben im Arbeiterstadtteil Mülheim auf der rechtsrheinischen Seite Kölns, der sogenannten „schäl Sick“. Das Album ist unter dem Label Twisted Chords erschienen.
2021 veröffentlichte die Band den Song Tatort Porz. In diesem beschuldigen sie den Kölner CDU-Politiker Hans-Josef Bähner, er habe im Dezember 2019 einen rassistisch motivierten Anschlag auf einen jungen Mann verübt. Die gleichnamige Initiative Tatort Porz beobachtete den Prozess. Schließlich wurde er wegen gefährlicher Körperverletzung, Beleidigung und Verstoßes gegen das Waffengesetz am 10. Januar 2022 für schuldig gesprochen. Zusätzlich wurde bei ihm ein „fremdenfeindliches“ Motiv nach §46 StGB herangezogen.
2023 kündigte die Band ihre Abschiedstournee unter dem Motto „Always Say Hello Never Goodbye“ an. Gleichzeitig kündigten sie allerdings auch an 2026 mit einem eigenen Festival am Nürburgring zurückzukehren.
Mülheim Asozial trat im Laufe ihrer Bandgeschichte auch überregional auf. So unter anderem in Berlin, Köln, Hamburg und auf Sylt.

## Diskografie

### Alben
- 2012: Mülheim Asozial Fusion-Edition
- 2013: Familie und Beruf
- 2017: Demos 84-89 Im Schoß der Kolchose

### Singles & EPs
- 2010: Büdchens Glotze
- 2012: Straight Edge Kids Would Never Do This!
- 2014: Fresst Scheisse (mit Cocktailbar Stammheim)
- 2021: Tatort Porz